# Infinitivus
Infinitivus is de Latijnse benaming voor infinitief, ofwel het hele werkwoord. Het geeft de onbepaalde wijs aan. Ook van het passief, de verleden tijd en de toekomstige tijd heeft het latijn een infinitief.

## Nederlandse voorbeelden
De infinitief van ... is
- krijgt krijgen
- heeft hebben
- leefde leven
- gaven geven
- bekeken bekijken
- bereikt bereiken
- is zijn

## Latijnse voorbeelden
- timebam timere
- rego regere
- spectamus spectare
- video videre
- audivisti audire
- laudo laudare
- deleo delere
- vinco vincere

## Andere tijden
1. Het praesens activi. Deze speelt een rol bij de A.c.I-constructie, bijvoorbeeld:
  - ferre betekent "brengen"
2. Het praesens passivi wordt gevormd door 're' te vervangen door 'ri' bij de eerste, tweede en vierde vervoeging. Bij de derde vervoeging wordt de 'e' verwijderd van de presensstam en wordt 'i' toegevoegd.
  - ferre (brengen) wordt ferri (te worden gebracht)
  - videre (zien) wordt videri (te worden gezien, maar ook schijnen)
  - conari (proberen) is een deponens; de infinitief passief wordt dus actief vertaald.
3. Het perfectum activi wordt gevormd door 'isse' achter de perfectumstam te plakken. Hij wordt voornamelijk gebruikt in een A.c.I. constructie waar hij voortijdig vertaald wordt.
  - videre (zien) wordt vidisse (te hebben gezien)
4. Het perfectum passivi wordt gevormd door een participium perfecti passivi gevolgd door het hulpwerkwoord esse. De infinitivus perfecti passivi moet overeenkomen met datgene wat het beschrijft betreffende aantal en geslacht.
  - portare (meenemen) wordt portatus esse (mee te zijn genomen)
5. Het futurum activi wordt gevormd door een participium futuri activi gevolgd door het hulpwerkwoord esse. Hij komt voornamelijk voor in de A.c.I. Deze infinitivus geeft aan dat de handeling van de infinitivus later plaatsvindt dan die van het hoofdwerkwoord.
  - portare (meenemen) wordt portaturus esse (te zullen meenemen).
  - esse heeft twee infinitivi futuri: futurus esse en fore.